# پارک پروانه کوالا لامپور
پارک پروانه کوالا لامپور (انگلیسی: Kuala Lumpur Butterfly Park) باغ پروانه عمومی در کوالا لامپور، مالزی است که در نزدیکی باغ دریاچه و باغ پرندگان کوالا لامپور واقع شده‌است. پارک پروانه، محوطه باغ آرایی با مساحت بیش از ۸۰٬۰۰۰ فوت مربع (۷٬۴۰۰ متر مربع) را به همراه بیش از ۵٬۰۰۰ پروانه، گیاهان غیر بومی، گیاهان میزبان- پروانه و سرخس‌ها را، دربر گرفته‌است، و یکی از بزرگ‌ترین میزبانی کننده پروانه‌ها در دنیا است.